# Xa lộ Liên tiểu bang 40 ở Tennessee
Interstate 40 (I-40) là một phần của Hệ thống Xa lộ Liên tiểu bang có chiều dài 2.556,61 dặm (4.114,46 km) từ Barstow, California, đến Wilmington, North Carolina. Xa lộ này chạy qua tiểu bang Tennessee từ tây sang đông, từ sông Mississippi tại ranh giới với Arkansas đến dãy núi Blue Ridge ở ranh giới North Carolina. Với chiều dài 455,28 dặm (732,70 km), phần xa lộ chạy qua Tennessee của xa lộ I-40 là phần dài nhất qua 8 tiểu bang mà xa lộ này chạy qua, và đây là xa lộ liên tiểu bang dài nhất của tiểu bang Tennessee.
I-40 chạy qua 3 thàng phố lớn nhất Tennessee Memphis, Nashville, vàd Knoxville và cung cấp đường tiếp cận cho vườn quốc gia Great Smoky Mountains, vườn quốc gia có khách tham quan nhiều nhất ở Hoa Kỳ.